# Spiders (компания)
Spiders — французская студия-разработчик компьютерных игр, основанная в 2008 году. Штаб-квартира находится в Париже.

## О создании компании
Французская компания Spiders была основана несколькими опытными сотрудниками, которые раньше работали над игрой Silverfall (и аддонами для этой игры). После того как завершили разработку игры, они приняли решение создать свою собственную студию для разработки компьютерных игр в жанре Action/RPG.

## Игры
| Год  | Название                               | Платформа(ы)                                       | Издатель               |
| ---- | -------------------------------------- | -------------------------------------------------- | ---------------------- |
| 2009 | Sherlock Holmes versus Jack the Ripper | Xbox 360                                           | Focus Home Interactive |
| 2010 | Gray Matter                            | Xbox 360                                           | DTP Entertainment      |
| 2011 | Faery: Legends of Avalon               | Windows, PSN, XLA                                  | Focus Home Interactive |
| 2012 | Of Orcs and Men                        | Windows, PlayStation 3, Xbox 360                   | Focus Home Interactive |
| 2012 | The Testament of Sherlock Holmes       | PlayStation 3, Xbox 360                            | Focus Home Interactive |
| 2013 | Mars: War Logs                         | Windows, PSN, XLA                                  | Focus Home Interactive |
| 2014 | Bound by Flame                         | Windows, PlayStation 3, PlayStation 4, Xbox 360    | Focus Home Interactive |
| 2016 | The Technomancer                       | Windows, PlayStation 4, Xbox One                   | Focus Home Interactive |
| 2019 | GreedFall                              | Windows, PlayStation 4, XOne, PlayStation 5, XSX   | Focus Home Interactive |
| 2022 | Steelrising                            | Windows, PlayStation 5, Xbox Series X and Series S | Nacon                  |
| 2025 | GreedFall 2: The Dying World           | Windows, PlayStation 5, Xbox Series X and Series S | Nacon                  |

## Игровой движок Silk
Все игры студии Spiders разрабатывались с помощью мультиплатформенного движка который называется Silk. Игровой движок Silk спроектировали и создали с помощью движка PhyreEngine.
В игровом движке Silk есть такие функции как: отложенный рендеринг, HDR, глобальное освещение, пространственные преграды, множество теневых роликов, пост-обработка изображения, универсальные частицы. Silk работает на платформах PC, PS3, Xbox 360.